# Arrondissement Saint-Nazaire
Das Arrondissement Saint-Nazaire ist eine Verwaltungseinheit im französischen Département Loire-Atlantique innerhalb der Region Pays de la Loire. Verwaltungssitz (Unterpräfektur) ist Saint-Nazaire.
Es besteht aus neun Kantonen und 55 Gemeinden.

## Kantone
- Blain (mit 8 von 14 Gemeinden)
- La Baule-Escoublac
- Guérande
- Pontchâteau (mit 9 von 13 Gemeinden)
- Pornic
- Saint-Brevin-les-Pins
- Saint-Nazaire-1
- Saint-Nazaire-2

## Gemeinden
Die Gemeinden des Arrondissements Saint-Nazaire sind:
| 1. Assérac (44006)                   | 2. Batz-sur-Mer (44010)            | 3. Besné (44013)                      | 4. Bouée (44019)                   |
| 5. Campbon (44025)                   | 6. Chaumes-en-Retz (44005)         | 7. Chauvé (44038)                     | 8. Corsept (44046)                 |
| 9. Crossac (44050)                   | 10. Donges (44052)                 | 11. Drefféac (44053)                  | 12. Frossay (44061)                |
| 13. Guenrouet (44068)                | 14. Guérande (44069)               | 15. Herbignac (44072)                 | 16. La Baule-Escoublac (44055)     |
| 17. La Bernerie-en-Retz (44012)      | 18. La Chapelle-des-Marais (44030) | 19. La Chapelle-Launay (44033)        | 20. La Plaine-sur-Mer (44126)      |
| 21. La Turballe (44211)              | 22. Lavau-sur-Loire (44080)        | 23. Le Croisic (44049)                | 24. Le Pouliguen (44135)           |
| 25. Les Moutiers-en-Retz (44106)     | 26. Malville (44089)               | 27. Mesquer (44097)                   | 28. Missillac (44098)              |
| 29. Montoir-de-Bretagne (44103)      | 30. Paimbœuf (44116)               | 31. Piriac-sur-Mer (44125)            | 32. Pontchâteau (44129)            |
| 33. Pornic (44131)                   | 34. Pornichet (44132)              | 35. Préfailles (44136)                | 36. Prinquiau (44137)              |
| 37. Quilly (44139)                   | 38. Saint-André-des-Eaux (44151)   | 39. Saint-Brevin-les-Pins (44154)     | 40. Sainte-Anne-sur-Brivet (44152) |
| 41. Sainte-Reine-de-Bretagne (44189) | 42. Saint-Gildas-des-Bois (44161)  | 43. Saint-Hilaire-de-Chaléons (44164) | 44. Saint-Joachim (44168)          |
| 45. Saint-Lyphard (44175)            | 46. Saint-Malo-de-Guersac (44176)  | 47. Saint-Michel-Chef-Chef (44182)    | 48. Saint-Molf (44183)             |
| 49. Saint-Nazaire (44184)            | 50. Saint-Père-en-Retz (44187)     | 51. Saint-Viaud (44192)               | 52. Savenay (44195)                |
| 53. Sévérac (44196)                  | 54. Trignac (44210)                | 55. Villeneuve-en-Retz (44021)        |                                    |

## Ehemalige Gemeinden seit der landesweiten Neuordnung der Kantone
bis 2015: Arthon-en-Retz, Bourgneuf-en-Retz, Chéméré, Fresnay-en-Retz